# Symmons Plains Raceway
A Symmons Plains Raceway egy Ausztráliában található autóversenypálya, 30 kilométerre Launceston-tól, Tasmaniában. A Longfordi pálya bezárása óta az 1960-as években ez a pálya lépett a helyére. A pálya az egyik legrégebbi résztvevője az Ausztrál túraautó-bajnokságnak, majd később a V8 Supercars bajnokságnak.

## Pálya
A Symmons Plains Raceway egy 2,41 kilométer hosszú, a fékeket keményen igénybevevő versenypálya. Két előzési lehetőség van a pályán, az egyik a négyes hajtű kanyarnál, a másik pedig a hátsó egyenes végén.